# Psarantonis
Psarantonis (řecky Ψαραντώνης), vlastním jménem Antonis Xylouris (řecky Αντώνης Ξυλούρης), (* 6. září 1937) je řecký hudební skladatel, zpěvák a hráč na lyru. Jeho starším bratrem byl hudebník Nikos Xilouris. Pochází z krétské vesnice Anogeia, která byla v jeho dvou letech zničena německými okupanty. Na lyru začal hrát ve věku třinácti let. Svůj první singl vydal roku 1964 a v pozdějších letech uvedl řadu dalších nahrávek. Jeho synem je loutnista Giorgos Xylouris.